# (155438) Velasquez
(155438) Velasquez es un asteroide perteneciente al cinturón de asteroides, región del sistema solar que se encuentra entre las órbitas de Marte y Júpiter, más concretamente a la familia de Astrea, descubierto el 18 de febrero de 1998 por el equipo del Observatorio Kleť desde el Observatorio Kleť, České Budějovice, República Checa.

## Designación y nombre
Designado provisionalmente como 1998 DV. Fue nombrado Velasquez en homenaje a Diego Velázquez, considerado uno de los máximos exponentes de la pintura española y maestro de la pintura universal, fue poco conocido fuera de su país hasta el siglo XIX, cuando algunas de sus obras, como La Venus del espejo influyó en Claude Monet en su viaje del realismo al impresionismo.

## Características orbitales
Velasquez está situado a una distancia media del Sol de 2,579 ua, pudiendo alejarse hasta 3,124 ua y acercarse hasta 2,033 ua. Su excentricidad es 0,211 y la inclinación orbital 4,391 grados. Emplea 1512,82 días en completar una órbita alrededor del Sol.

## Características físicas
La magnitud absoluta de Velasquez es 15,4. 